# ذئب أرخبيل ألكساندر
ذئب أرخبيل ألكسندر (الاسم العلمي: Canis lupus ligoni)، المعروف أيضًا باسم ذئب الجزر، هو نويع من الذئب الرمادي. هذه الذئاب تقطن المناطق الساحلية جنوب شرق ألاسكا المنطقة التي تضم أرخبيل ألكسندر وجزره وشريطًا ضيقًا من الخط الساحلي الوعر المعزول حيويًّا عن بقية أمريكا الشمالية بجبال الساحل.